# Fort Bridger (Wyoming)
Fort Bridger è un census-designated place degli Stati Uniti d'America, situato nella Contea di Uinta nello stato del Wyoming. Nel censimento del 2000 la popolazione era di 400 abitanti.

## Geografia fisica
Secondo i rilevamenti dell'United States Census Bureau, la località di Fort Bridger si estende su una superficie di 5,2 km², tutti occupati da terre.

## Popolazione
Secondo il censimento del 2000, a Fort Bridger vivevano 400 persone, ed erano presenti 114 gruppi familiari. La densità di popolazione era di 77,5 ab./km². Nel territorio comunale si trovavano 183 unità edificate. Per quanto riguarda la composizione etnica degli abitanti, il 97,00% era bianco, l'1,25% era nativo, l'1,25% apparteneva ad altre razze e l'1,25% a due o più. La popolazione di ogni razza ispanica corrispondeva al 2,75% degli abitanti.
Per quanto riguarda la suddivisione della popolazione in fasce d'età, il 28,8% era al di sotto dei 18, il 7,0% fra i 18 e i 24, il 29,0% fra i 25 e i 44, il 25,0% fra i 45 e i 64, mentre infine il 10,2% era al di sopra dei 65 anni di età. L'età media della popolazione era di 35 anni. Per ogni 100 donne residenti vivevano 102,0 uomini.